# Harumi Kaneko
Harumi Kaneko  (jap. 金子 晴美, Kaneko Harumi; * 19. Januar 1950 in der Präfektur Tokio) ist eine japanische Jazzsängerin, die vor allem in den 1980er-Jahren erfolgreich war.
Harumi Kaneko war Ende der 1970er-Jahre Bandvokalistin des Septetts Storyville Dandies mit dem sie 1978 auf dem St. Louis Ragtime Festival gastierte. Im folgenden Jahr entstand bei einem New-York-Aufenthalt das Album I Love New York, an dem George Young (ts), Dave Samuels, Hank Jones, Ron Carter bzw. Steve Gilmore, Harry Leahey, Grady Tate bzw. Bill Goodwin, Armen Halburian und Bob Dorough (Duo in „How About You“) mitwirkten. Nach dem Livealbum New York State of Mind (Philips, 1980, u. a. mit Kunimitsu Inaba und dem Arrangeur Norio Maeda) nahm sie 1982 in Tokyo das Album The Name Is Harumi auf, begleitet von Richie Cole, Hiromasa Suzuki, Kiyoshi Sugimoto, Nobuyoshi Ino und Motohiko Hino.
Nach dem Produktionen Special Menu (1983), My Little Dream (1985) und Tristeza (1986) nahm sie in Englewood Cliffs im Studio von Rudy Van Gelder für EmArcy das Album I’m Walkin’ auf; in der Studioband um Ron Carter spielten Cedar Walton, Gene Bertoncini bzw. Eric Gale, Grady Tate bzw. Lewis Nash. 1990 spielte sie in New York mit der All-Stars-Formation Newport Jazz Festival All Stars (Warren Vaché, Randy Sandke, Norris Turney, Lew Tabackin, George Wein, Howard Alden, Eddie Jones, Oliver Jackson) My Romance ein, 1992 noch das Album Try to Remember (mit Fred Hersch (der auch die Arrangements schrieb), Scott Colley, Tom Rainey und Toots Thielemans).  Im Bereich des Jazz war sie zwischen 1978 und 1992 an 19 Aufnahmesessions beteiligt.  Ihr Repertoire bestand meist aus Liedern des Great American Songbook, Broadway-Songs und Jazzstandards. Ihr letztes Album When the Meadow Was Blooming (mit Hiromu Aoki, Masao Issima und Grady Tate) wurde 2000 veröffentlicht.